# Wiederstedt
Wiederstedt è una frazione del comune tedesco di Arnstein, nel Land della Sassonia-Anhalt.
Fino al 31 agosto 2010 ha costituito un comune autonomo.
Vi nacque il poeta, filosofo romantico Novalis.